# Лебеді у ставку
«Лебеді у ставку» (інша назва: «Плив по воді лебідь») — радянський художній фільм 1982 року, знятий режисером Василем Паскару на кіностудії «Молдова-фільм».

## Сюжет
Василь Паскару (режисер) давно виношував задум цього фільму, який певною мірою був його «амаркордом» — спогадом про дитячі роки, коли в Молдові від голоду вмирали тисячі людей і мати, вибиваючись із сил, намагалася не допустити загибелі своїх дітей. По-своєму рятував сім'ю і юний Василь. Він малював на папері килимки з лебедями, що плавають у ставку, і продавав їх на ринку або обмінював на кукурудзяну крупу та картоплю. Легенда наших далеких предків свідчить, що Рим урятували гуси. Сім'ю, в якій народився і виріс режисер, врятували «Лебеді у ставку». Саме так він назвав свою картину про далеке повоєнне голодне дитинство, де головною героїнею стала його мати.

## У ролях
- Євгенія Тудорашку — Анна Пажур
- Петро Баракчі — Якоб Пажур
- Васіле Тебирце — Аріон
- Віктор Чутак — Ніканор Петрович Ротару
- Домніка Дарієнко — Агафія, мати Якоба
- Ніна Доні — солдатка
- Марія Доні — роль другого плану
- Антоніна Бушкова — солдатка
- Аурелія Корецька — Марія, солдатка
- М. Мустя — роль другого плану
- Лідія Валянська — роль другого плану
- Костянтин Константинов — селянин із картоплею
- Віталіє Русу — Серафим
- Ніна Воде-Мокряк — дружина Захара
- Євгенія Уралова — Парасковія Іванівна, голова колгоспу
- Юрій Горобець — дружок Якоба по шпиталю
- Борис Миронюк — Олександр (Саня), матрос
- Женя Піменов — Васіле
- Діма Казачук — Женіке
- Кирило Фолештяну — Грігоре
- Таня Бородеску — Клавуца
- Аннушка Паскар — онука Аніошара
- Андрій Попа — продавець килимків з лебедями
- Віталій Алексєєв — старий солдат на вокзалі
- І. Борделяну — епізод
- Ігор Бочкін — епізод
- Трифан Грузін — старий
- Марія Гулінська — епізод
- Юрій Кузьменко — епізод
- Юхим Лазарев — епізод
- Г. Мельник — епізод
- В'ячеслав Мадан — епізод
- Віра Прока-Чортя — епізод
- Володимир Шакало — поранений
- Андрій Юренєв — епізод
- Валеріу Каланча — офіцер СС
- Георгій Макареску — епізод
- Іон Музика — поранений

## Знімальна група
- Режисер — Василь Паскару
- Сценаристи — Василь Паскару, Борис Шустров
- Оператор — Влад Чуря
- Композитор — Василь Загорський
- Художник — Микола Апостоліді